# District de Boriziny
Boriziny, également appelé Port-Bergé, est l'un des districts de la région Sofia, situé dans le nord-est de Madagascar.